# Chinobrium mediofasciatum
Chinobrium mediofasciatum là một loài bọ cánh cứng trong họ Cerambycidae.